# 蒙迪扬 (上加龙省)
蒙迪扬（法語：Mondilhan）是法国上加龙省的一个市镇，属于圣戈当区（Saint-Gaudens）热斯河畔布洛尼县（Boulogne-sur-Gesse）。该市镇总面积10.02平方公里，2009年时的人口为91人。

## 人口
蒙迪扬人口变化图示